# Avventura nel tempo
Avventura nel tempo (Biggles: Adventures in Time) è un  film del 1986 diretto da John Hough.
Il film narra una storia fantascientifica di ispirazione wellsiana.

## Trama
Colpito da un fulmine, il giovane pubblicitario Jim Ferguson subisce un balzo nel tempo che lo trasporta dalla New York degli anni ottanta alla Francia del 1917, in pieno primo conflitto mondiale. Qui incontra il pilota dell'aeronautica James Biggles Bigglesworth.
Prendono il via una serie di avventure, sempre legate ai temporali che scatenano salti nel tempo: verso il passato per Ferguson e verso il futuro per Biggles. Un nuovo fulmine riporta Ferguson negli anni ottanta dove - anche grazie all'aiuto del misterioso colonnello William Raymond - indaga sugli strani eventi, scoprendo il sorprendente collegamento che lo lega all'aviatore incontrato nel passato e come la loro collaborazione possa sventare una terribile minaccia per il mondo.